# 硫酸銅(I)
硫酸銅(I)（りゅうさんどう いち、英名 copper(I) sulfate または cuprous sulfate、化学式Cu2SO4）は、銅(I)イオンと硫酸イオンのイオン化合物である。
酸化銅(I) と硫酸ジメチルとの反応などで得られ、水分や熱により、容易に単体銅と硫酸銅(II)とに不均化する。
{\displaystyle {\ce {Cu2SO4 -> Cu\ + CuSO4}}}

## 合成
複数の合成法がある。
- 酸化銅(I) と硫酸ジメチルの反応

酸化銅(I) と硫酸ジメチルを160℃の条件下で反応させる。この時、ジメチルエーテルとジエチルエーテルが副生する。
- 硫酸銅(II)の還元

水酸化ナトリウムによる塩基性条件下で、還元剤である亜硫酸水素ナトリウムを用いて硫酸銅(II)を還元する。
実験室ではこの方法が用いられる。
{\displaystyle {\ce {2CuSO4\ + NaHSO3\ + NaOH -> Cu2SO4\ + H2SO4\ + Na2SO4}}}
- 金属銅と硫酸の反応

金属銅と濃硫酸を180〜220℃で反応させても得られる。
{\displaystyle {\ce {2Cu\ + 2H2SO4 -> Cu2SO4\ + SO2\ + 2H2O}}}